# Родезийский бронетанковый корпус
Родезийский бронетанковый корпус (англ. Rhodesian Armoured Corps (RhAC)), прозванный «Черными дьяволами» (Black Devils), был единственным постоянным бронетанковым батальоном Родезийских сил безопасности. Во время Второй мировой войны он принимал участие в наступлении союзников весной 1945 года и в битве при Монте-Кассино в составе 6-й бронетанковой дивизии ЮАС. Подразделение одним из первых вошло в освобождённую Флоренцию в июле 1944 года. До 1963 года экипажи проходили подготовку в Великобритании или колонии Аден и были известны как «Скауты Селуса» в Федерации Родезии и Ньясаленда. После одностороннего провозглашения независимости Родезии содержание парка бронетехники стало обязанностью Родезийского лёгкого пехотного полка, пока майор Брюс Рукен-Смит не восстановил бывший Родезийский бронеавтомобильный полк (Rhodesian Armoured Car Regiment (RhACR)) в 1972 году. Во время Родезийской войны полк участвовал в нескольких крупных кампаниях и сражениях, особенно в операции «Чудо» в сентябре 1979 г. В 1980—1981 гг. он был вытеснен новым Зимбабвийским бронетанковым корпусом.

## История

### Вторая мировая война
Вскоре после начала Второй мировой войны колониальные власти Южной Родезии приступили к созданию механизированного подразделения для участия в военных действиях Британской империи и создали в Умтали специальные учебные площадки. В результате в феврале 1941 года было создано разведывательное подразделение Южной Родезии, а в следующем году состоялся набор потенциальных новобранцев из Родезийского полка. В качестве символа подразделения была выбрана стилизованная голова чёрной антилопы, а также девиз Ase Sabi Luto — «Мы ничего не боимся» — позже принятый как Asesabi Lutho на языке синдебеле. В ноябре 1942 года SRRU был официально переименован в «Южнородезийский разведывательный полк», а первый набор был переброшен в Питермарицбург, Южная Африка. Из-за исключительно малой численности полка, он был быстро включен в состав южноафриканской 6-й бронетанковой дивизии.
6-я бронетанковая прибыла в Египет в середине 1943 года, слишком поздно для участия в недавней Тунисской кампании. Генерал-майор Эверед Пул, командир дивизии, мог сосредоточиться на обычных учениях, подготовке в пустыне и интеграции своего южнородезийского личного состава. Несмотря на право носить нашивки и знаки различия южноафриканской армии, большинство родезийцев также предпочли сохранить свои полковые лацканы. Учения в пустыне на танках M4 Sherman проводились при содействии III британского корпуса с декабря 1943 г. по январь 1944 г. Несмотря на то, что они уже были проинформированы о предстоящей передислокации в Палестину, в апреле 1944 г. войска Пула были неожиданно отправлены в Италию. Родезийцы участвовали в боях в составе Преторийского полка и эскадрона «С» 1 батальона специальной службы во время манёвров I канадского корпуса вдоль Зимней линии. Их первый самостоятельный бой с войсками вермахта после падения Рима произошел 3 июня 1944 у Пальяно. Шесть дней спустя произошел особенно жестокий бой с танками «Тигр I», приданными 352-й пехотной дивизии, в котором родезийские экипажи «Шерманов» сыграли заметную роль.
В знак признания тесной связи и службы с британской 24-й гвардейской бригадой во время Итальянской кампании полку было разрешено носить цвета гвардейской бригады на прощальном параде в марте 1945 года.

### Межвоенный период
В декабре 1948 года Южнородезийский разведывательный полк (Southern Rhodesian Reconnaissance Regiment) был переформирован в Южнородезийский бронеавтомобильный полк. Помимо нескольких Marmon Herrington, оставшихся от военных действий в Южной Африке, было приобретено 20 американских T17E1 Staghound. Стагхаунд также был эпохи Второй мировой войны, но идеально подходил для местных конфликтов. Он был быстрым, его скорость на дороге держалась около 90 километров в час, дальность хода составляла почти 800 километров на одном баке топлива, а защита была достаточной, чтобы выдержать попадание практически любого стрелкового оружия. Под руководством подполковника К. В. Кинга полк продолжал проходить обучение в мирное время, но в течение 1950-х годов был практически бездейственным. В 1961 году Федерация Родезии и Ньясаленда начала коренную реорганизацию вооружённых сил, и Южнородезийский бронетанковый полк был сокращён до одного эскадрона. Личный состав полка сначала базировался на базе Родезийского лёгкого пехотного полка около Булавайо, а затем был переведён в Ндолу под командованием майора P. Ф. Миллера, где они оставались на протяжении всего Конголезского кризиса. В этот период были приняты полковые цвета:      тёмно-бордовый и      старое золото, в память о давнем родстве с 11-м гусарским полком Британской армии.
В декабре 1963 года федерация была упразднена, а эскадрон А расформирован, его имущество поровну разделено между двумя большими государствами-преемниками. 28 разведывательных машин Ferret были переданы Северной Родезии и позже унаследованы Замбией после обретения независимости. По меньшей мере 10 ферретов, а также все оставшиеся стагхаунды были переданы Южной Родезии.
Бронетехника Южной Родезии провела два года на глубоком хранении, прежде чем 1-й разведывательный взвод (1 Reconnaissance Troop) Родезийского лёгкого пехотного полка (RLI) запросил несколько стагхаундов для «тренировки интереса» (interest training). Бронемашины уже были отправлены на слом, но за несколько дней до одностороннего провозглашения независимости Яном Смитом к этой идее вернулись и вызвали разведчиков для обучения на стагхаунды. RLI столкнулись с серьёзными трудностями в поиске обученных водителей, не говоря уже об обслуживании обречённых машин, с которых уже было снято все пригодное для спасения оборудование экипажа. Две машины были восстановлены и 10 ноября 1965 года перегнаны своим ходом в Карибу для задержания возможного вторжения замбийских войск. За несколько часов до начала одностороннего провозглашения независимости силы безопасности начали укреплять взлётно-посадочную полосу аэродрома возле Карибы, намереваясь силой воспрепятствовать прибытию перехватчиков Джавелин Королевских ВВС. Было решено отдать честь этому событию, выпустив символический 37-мм снаряд в сторону Замбии. Было заготовлено 12 бронебойных снарядов сплошного действия, по шесть на каждый работающий Стагхаунд. Успешно выстрелила только одна машина, разрушив при этом свою устаревшую защиту казённой части. Обе были возвращены в автопарк армии Родезии в начале 1966 г.

### Война в Южной Родезии
Командиром подразделения с момента создания до 1977 года был майор Рукен Смит, а с 1978 года — американский майор Даррелл Винклер. Он был офицером полевого класса армии США, который после отставки отправился сначала в Южную Африку, а затем в Родезию. Он был введен в состав родезийской армии 12 августа 1977 года. Родезийский бронетанковый корпус тогда состоял из четырёх эскадронов, три из которых были укомплектованы территориальными военнослужащими, и только один эскадрон имел штатный состав, дополненный военнослужащими национальной службы.
В казармах Блакистон-Хьюстон был создан бронетанковый склад, где проводилась вся бронетанковая подготовка и размещались штаб, склады, узлы связи и мастерские, примыкавшие к казармам короля Георга VI (штаб армии) на окраине Солсбери. Их транспортные средства состояли из машины-разведчика Ferret, оснащенной двигателем Rolls-Royce, с 7,62-мм пулемётом Browning в небольшой турели с люком и бронеавтомобиля Eland с двигателем GM, южноафриканской версии французского Panhard AML-90, оснащенного 90-мм пушкой и спаренным 7.62-мм пулемет Браунинг в полностью закрытой вращающейся башне. Позже полк получил из Южной Африки восемь трофейных основных боевых танков Т-55, вооружённых 100-мм основной пушкой, 7,62-мм спаренным пулеметом ПКТ и 12,7-мм зенитным пулемётом ДШКТ.
В основном они вели контрповстанческую войну, но также постоянно проходили классическую подготовку, чтобы иметь дело с врагами в соседних государствах, которые были оснащены танками Т-34, Т-55 и Т-62 при поддержке советских, китайских и восточноевропейских советников. Тяжёлое вооружение, развёрнутое против Родезийского бронеавтомобильного полка (RhACR) во время приграничных боев, включало 122-мм РСЗО, 75-мм безоткатные орудия и 82-мм миномёты. Противотанковая мина ТМ-46, часто усиленная, составляла причину бо́льшей части потерь полка во внутреннем повстанческом конфликте.
Полк участвовал в ряде статичных, но напряжённых боев, в частности, у горы Селинда против мозамбикской армии (где 2-й лейтенант Рэй был награждён Бронзовым крестом) в 1977 году и у Чирунду в октябре 1978 года, где в течение трёх дней и ночей у моста Отто Бейт происходили дуэли из крупнокалиберных пулемётов, артиллерии и миномётов между эскадроном D и частями замбийской армии. Подразделения Родезийского оборонного полка (RDR) также участвовали в ближнем бою у моста, а 1-й батальон Родезийского полка (1RR) обеспечивал огневую поддержку 81-мм миномётами и 106-мм безоткатными орудиями.
В июле 1977 года эскадрон D вступила в бой с большой группой партизан ЗАНЛА к северу от Вила Салазар, когда они пытались пересечь границу с Родезией, и было сообщено, что в этом бою было убито 37 врагов, причем некоторые были убиты в упор. В этих боях Eland и его разрушительные 90-мм снаряды сыграли решающую роль. Никто не пострадал с родезийской стороны ни в одном из этих боев. Потери в полку были одними из самых низких в армии, поскольку партизанский враг по возможности избегал контактов.
В августе 1979 года в Хиппо-Крик (Hippo Creek) к северо-западу от водопада Виктория одиночная машина из взвода Танго 22, эскадрона D, вступила в бой с группой партизан ЗИПРА, пытавшихся ночью пересечь границу Родезии. Вражеские силы, прикрывавшие переправу, и другие ожидающие переправы, открыли ответный огонь из миномётов, бронебойных 12.7 мм и стрелкового оружия. Несмотря на то, что первый контакт длился менее двух минут, переправа была сорвана, а 28 тел противника были впоследствии обнаружены в ходе зачистки на родезийской стороне реки в Хиппо-Крик. В результате ответного огня Tанго 22 и артиллерийско-миномётных обстрелов, вызванных командиром машины, 2-м лейтенантом Эразмусом, на замбийской стороне реки было обнаружено ещё 90 партизан ЗИПРА из батальона «Зебра». Полковник Рон Рид-Дейли в своей книге «Совершенно секретная война» назвал это столкновение самым успешным, полностью наземным, контактом во время войны в Южной Родезии. Родезийцы не понесли потерь в этом бою.

### Адаптация Т-55
В октябре 1979 года южноафриканские портовые власти поднялись на борт и захватили французское грузовое судно «Астор», предположительно перевозившее партию оружия, направлявшуюся в Анголу. Первоначально «Астор» был зафрахтован ливийским правительством для доставки оружия, в первую очередь десяти танков T-55LD польского производства из избыточных запасов Триполи, в Уганду. Танки, включая различные боеприпасы и запасные части, должны были быть выгружены в Момбасе, Кения, а оттуда перевезены по суше. К октябрю экипаж «Астора» уже обогнул мыс Доброй Надежды, но получил запоздалые известия о поражении Уганды в войне между Угандой и Танзанией и новые приказы перенаправить их груз в неизвестный ангольский порт. Грузовое судно резко изменило курс; после своего неожиданного возвращения в южноафриканские воды, вызвавшего подозрения, «Астор» был конфискован в Дурбане.
Южная Африка конфисковала все десять танков Т-55 под предлогом того, что в то время она фактически находилась в состоянии войны с Анголой, сохранив два для целей оценки. Оставшиеся восемь были предложены в качестве помощи Родезийской армии, которая направила их в недавно сформированный эскадрон «Е» Родезийского бронетанкового корпуса. В прессу намеренно просочилась информация о том, что танки были захвачены в Мозамбике. В течение нескольких месяцев Т-55 возили по стране на транспортёрах, создавая впечатление, что в Родезии их гораздо больше. Личный состав, приписанный к эскадрону «Е», был обучен южноафриканскими танкистами, которые также модифицировали каждый Т-55 с помощью улучшенной системы связи, позаимствованной у Eland Mk7, и покрыли антиинфракрасной краской. В конечном счете радиостанции были сняты с места заряжающего и установлены заново рядом с командиром машины.
Первый набор экипажей Т-55 был набран только из регулярных войск Родезийской армии и приписан к ветерану ВС ФРГ капитану Рольфу Кауфельду, который хорошо разбирался в танковой войне. Несмотря на их развёртывание в ожидании возможных нарушений режима прекращения огня во время всеобщих выборов в Родезии в 1980 году, танки оставались непроверенными в бою.

## Структура
По образцу своих южноафриканских коллег Родезийский бронетанковый корпус, в целом, был организован по образцу британской армии. Существовало пять эскадронов (рот); в каждом эскадроне было по четыре взвода (troop), включая приданный персонал связи, обучения, технического обслуживания и штаба. В 1979 году был добавлен пятый взвод — пехотной поддержки. Из-за численности родезийской армии и её статуса, зависящего от резерва, три эскадрона были укомплектованы резервистами и действовали только в течение некоторых периодов. Четвёртый эскадрон был постоянно укомплектован сменяющимися кадрами регулярных офицеров и национальных военнослужащих.
Все эскадроны могли набрать более 300 человек для прохождения действительной службы. В свое время ряды Родезийского бронеавтомобильного полка (RhACR) расширились до 500 военнослужащих в пяти эскадронах, включая 60 броневиков Eland южноафриканского производства, 50 нелицензионных копий немецких бронетранспортёров UR-416, 20 разведывательных бронеавтомобилей Ferret британского производства и множество самодельных боевых машин местного производства. После 1979 года в инвентарный список вошли 8 упомянутых выше советских танков Т-55ЛД польского производства.
В 1960-х годах выдающейся бронетехникой того периода был «Феррет», полученный от Британских сил в Адене ещё до обретения независимости. Хотя 30 «хорьков» когда-то содержались в бронетанковом полку Южной Родезии, некоторые из них были переданы другим государствам-преемникам после распада Федерации. Родезийский лёгкий пехотный полк получил 10 образцов в различном состоянии и был вынужден их восстанавливать. Даже американские T17E1 Staghound образца Второй мировой войны были спасены от предстоящей утилизации и использовались в качестве стационарных установок, когда перестали быть надёжно мобильными.
Стратегии RhACR отражали опыт полка на броневиках «Хамбер» и «Мармон-Херрингтон» во время кампании в Северной Африке, а также подготовку, которую многие родезийские экипажи получили от своих британских инструкторов во время чрезвычайной ситуации в Адене. Однако по мере усиления войны в родезийском буше Солсбери перенял элементы израильской механизированной доктрины — особенно те, в которых подчеркивались передвижения лёгкой кавалерии в тылу врага. Тактика RhACR стала вращаться вокруг мобильности, скорости и стремительной агрессии.
Несмотря на возраст и дальнейшее ухудшение состояния в результате тяжёлой эксплуатации и трудностей с получением запчастей из Великобритании, «Хорьки» продолжали использоваться для борьбы с повстанцами и выполнения защитных функций. Оснащённые одним крупнокалиберным пулемётом, пулемётами Браунинга или 20-мм зенитной установкой Испано-Сюиза HS.820. Они были дооборудованы новыми двигателями и топливными баками большего объёма. Эскадроны RhACR также использовали бронетранспортёры МАП45 и МАП75, которые, хотя и были легко вооружены и бронированы, обеспечивали отличную защиту пехотных отделений от мин. Местные производители либо переделывали старое шасси в МАПе, либо создавали совершенно новое, устанавливая двигатели, снятые со зверинца импортных коммерческих автомобилей.
В 1976 году слухи о танках Т-34 и Т-54 в соседнем Мозамбике, где Родезийские силы безопасности всё больше втягивались во внешние операции против Африканской национально-освободительной армии Зимбабве Роберта Мугабе (ZANLA), вызвали переполох, что послужило толчком к формированию групп по уничтожению танков. Пехотинцев обучали использованию устаревших базук M20, а артиллерийский корпус установил безоткатные орудия M40 на грузовики Unimog для поражения тяжелой бронетехники. Экипажи «Унимогов» работали парами, чтобы противостоять вероятности ответного огня, отчасти благодаря тому, что M40 давал обратный удар, который высвечивал позицию наводчика. Поскольку огневая мощь «Феррета» была ограничена, бронеавтомобили Eland Mk4 также были импортированы в большом количестве. Южноафриканский вариант французского Panhard AML, Eland часто использовался для огневой поддержки и противотанковых задач. Он был вооружен 90-мм пушкой, способной уничтожить Т-34 на средней дистанции, что позволяло небольшим бронированным машинам значительно превосходить свои возможности в обычных боях.
Родезийцы предпочитали колёсные легко защищённые машины, такие как Феррет, Эланд и МАП, из-за их дальности действия и простоты. Почти все машины поддержки Родезийского бронеавтомобильного полка, развёрнутые во время войны, имели эти характеристики, включая вездесущую MPCV. Ограниченным исключением были родезийские Т-55, которые так и не были развёрнуты в боевых условиях. После 1976 года повстанческие и союзные силы в Замбии и Мозамбике получили на вооружение танки Т-54/-55 и Т-34-85, разведывательные машины БРДМ-1 и БРДМ-2, а также БТР-152 и БТР-60. Они часто имели более тяжёлую броню, более мощное основное вооружение, лучшие бронебойные боеприпасы и лучшее управление огнём, чем «Эланд» и другие машины, которые полк привлекал к противотанковой службе. RhACR признал эту угрозу, перестроившись для ведения обычной войны и объединившись с Родезийским африканским стрелковым полком в 1980 году, чтобы создать свой первый смешанный батальон (combined arms battalion).

## Униформа
Как утверждается, повстанцы дали полку прозвище «Чёрные дьяволы», что отражает чёрные танковые костюмы и кожаные куртки, которые носили некоторые из наиболее энергичных членов эскадрона D. Это было введено Дэррилом Уинклером в попытке создать в эскадроне атмосферу единства корпуса, что перекликалось с чёрным цветом британского Королевского танкового полка.
В оперативной зоне большинство солдат полка носили танковый комбинезон и полевые фуражки с козырьком на шее. На базе носили стандартный родезийский камуфляж и чёрный берет со значком антилопы. Взвод «Т» носил значок Корпуса связи. Ремонтники носили значок Корпуса армейской службы. Все значки были с полковыми тёмно-бордовым и Old Gold цветами на эмалированной бляхе. По словам бывшего командира подполковника Рукен-Смита, цвета конюшенного ремня были следующими: «Тёмно-бордовый и Old Gold, чтобы обозначить принадлежность к 11-му гусарскому полку [британской армии], отсюда [также] брошь под эмблемой [берета]».